# Église Saint-Sulpice de Voisines
Pour les articles homonymes, voir Église Saint-Sulpice.
L'église Saint-Sulpice de Voisines est une église construite à partir de la fin du XIIe siècle, située à Voisines, en France, inscrite à l'inventaire des monuments historiques.

## Localisation
L'église est située dans le département français de l'Yonne, sur la partie haute de la commune de Voisines.

## Description
C'est une église fortifiée du XIIIe siècle avec des voutes de style ogival. Elle possède une triple nef. Elle renferme un aigle-lutrin du XVIe siècle classé. Son clocher massif de section carrée contient deux cloches de 1569 classées. 

## Historique
Cette église qui dépendait de l'abbaye Saint-Jean de Sens a été construite à la fin du XIIe siècle et au début du XIIIe siècle en remplacement d'une église romane.
L'édifice est inscrit au titre des monuments historiques en 1926.